# Bremer Kreditbank
Die Bremer Kreditbank Aktiengesellschaft (kurz BKB Bank) war ein deutsches Kreditinstitut in der Rechtsform der Aktiengesellschaft mit Sitz in Bremen. Die Bank wurde im Jahre 2018 mit der Oldenburgischen Landesbank verschmolzen.

## Geschichte
Am 18. November 1863 wurde der Bremer Vorschussverein von sechs Personen gegründet. Zu den Gründern gehörte der Rechtsanwalt Albert Gröning, der später Senator wurde. Im Jahr 1869 wurde der Verein in eine Genossenschaft umgewandelt und in das Genossenschaftsregister eingetragen. 1872 erfolgte eine Umbenennung in Bremer Gewerbebank. Die Zahl der Mitglieder wuchs von 98 im Jahre 1863 bis auf 2763 im Jahre 1875. Im Jahr 1885 wurde die Genossenschaft in eine Aktiengesellschaft umgewandelt.
1882 zog die Bank in ein neues Gebäude in der Langenstraße Nr. 4. Das Bankgebäude wurde 1891 erweitert und erstreckte sich nunmehr auch auf die angrenzenden Häuser. 1897 wurde das Institut in Bank für Handel und Gewerbe AG umbenannt. In den Jahren 1900 und 1914 erfolgten weitere Ausbauten.
Es entstanden Niederlassungen in Findorff, Oberneuland und Thedinghausen. 1921 gab es wieder eine Umbenennung, diesmal in Bankverein für Nordwestdeutschland AG. Nach der Inflation der 1920er Jahre wurden die Zweigstellen in Bremerhaven und Geestemünde an die J.F. Schröder Bank übergeben.

Logo der Bankverein Bremen AG (1945–1989)

Nach dem Zweiten Weltkrieg schlossen sich die Bankverein für Nordwestdeutschland AG und die Bremer Kreditbank AG zur Bankverein Bremen AG zusammen. Die Gebäude in der Langenstraße wurden wieder aufgebaut und blieben Hauptsitz der Bank bis 1977.
Ein Neubau wurde an der Wachtstraße errichtet und 1977 bezogen. In den 1980er Jahren entstanden Niederlassungen in Düsseldorf und Frankfurt am Main.

Logo der Kredietbank-Bankverein AG (1989–1999)

Die belgische Kredietbank N.V. in Brüssel erwarb ab 1982 Aktien der Bankverein Bremen AG und erlangte schließlich mit 99,7 % die Aktienmehrheit. 1990 wurde das Bremer Unternehmen in Kredietbank-Bankverein AG umbenannt.
Nachdem sich die Kredietbank N.V. im Jahr 1998 mit den ABB-Versicherungen und der CERA Bank zur KBC Group zusammenschloss, wurde der Name der deutschen Tochtergesellschaft zum 1. Juli 1999 in KBC Bank Deutschland AG geändert.
Im Jahre 2013 wurde bekannt, dass eine Gruppe von internationalen Investoren die KBC Bank Deutschland AG übernehmen wolle. Die Übernahme durch die US-amerikanische Investorengruppe aus Teacher Retirement System of Texas, Apollo Global Management und Apollo Commercial Real Estate Finance wurde zum 1. Oktober 2014 vollzogen. Mit diesem Datum wurde auch die Firmierung in Bremer Kreditbank Aktiengesellschaft (kurz BKB Bank) geändert.

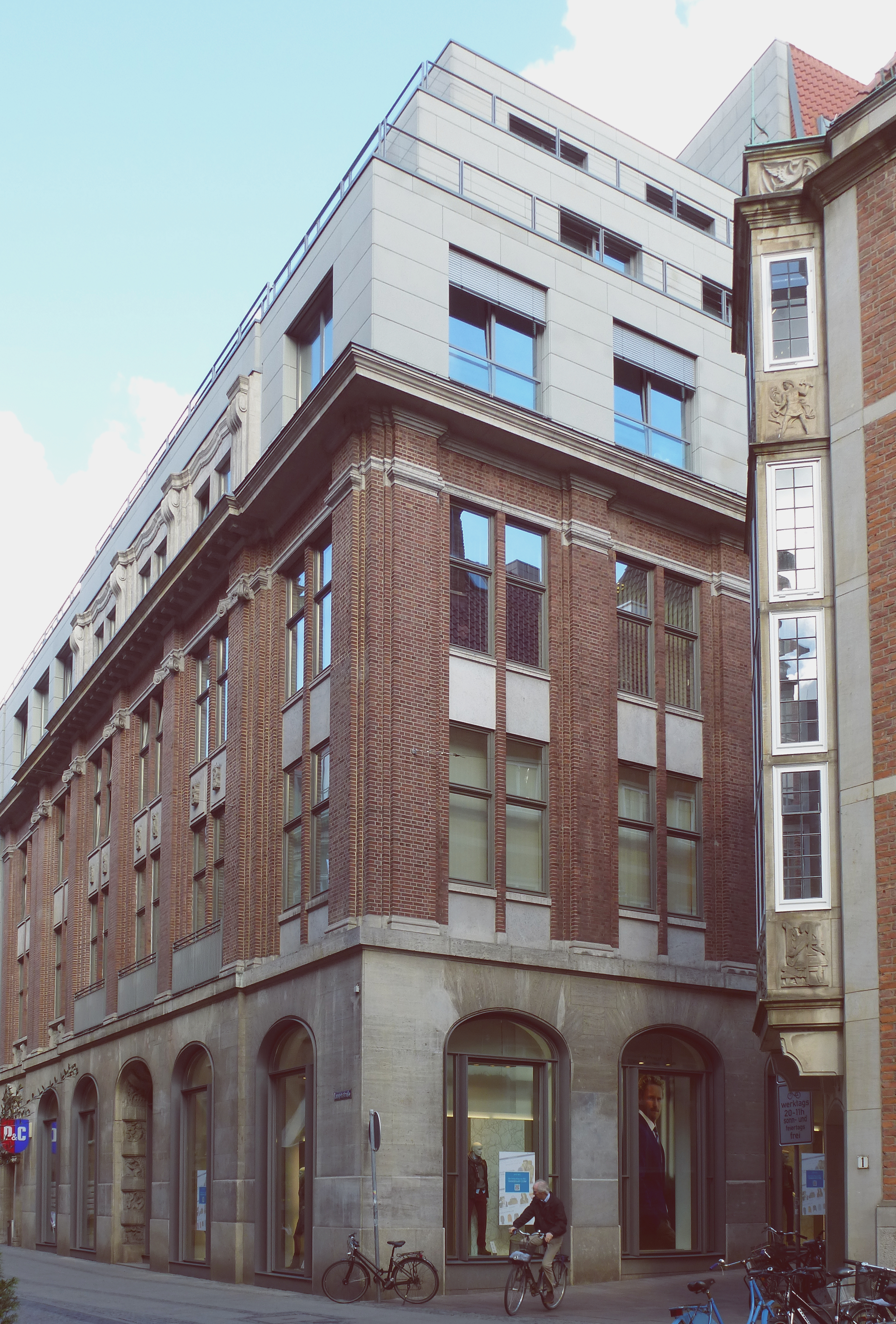
Ehemaliges Hauptgebäude der Bankverein Bremen AG in der Langenstraße

## Übernahmen
Im März 2016 erfolgte die Übernahme des Bankhauses Neelmeyer von der Unicredit Bank. Seit 1. April 2017 ist das Bankhaus eine hundertprozentige Tochtergesellschaft.
Am 23. Juni 2017 wurde die Übernahme der Oldenburgischen Landesbank bekanntgegeben. Die BKB übernimmt von der Allianz Deutschland AG rund 90 Prozent der Anteile für 300 Millionen Euro.
Eine weitere Übernahme wurde am 27. März 2018 öffentlich, der Erwerb von Wüstenrot direct.